# Кетла
Кетла — река в России, протекает в Вологодской области, в Тотемском и в Сямженском районах. Устье реки находится в 51 км по левому берегу реки Тафта. Длина реки составляет 25 км.
Исток находится в болоте в 15 км к северо-западу от посёлка Красный Бор и в 43 км к западу от Тотьмы. Кетла течёт по ненаселённому заболоченному лесному массиву сначала на запад, потом на юго-запад, крупных притоков нет. Верхнее течение проходит по территории Тотемского района, в нижнем втекает на территорию Сямженского района. Впадает в Тафту шестью километрами выше посёлка Дружба (Сельское поселение Коробицынское).

## Данные водного реестра
По данным государственного водного реестра России относится к Двинско-Печорскому бассейновому округу, водохозяйственный участок реки — Северная Двина от начала реки до впадения реки Вычегда, без рек Юг и Сухона (от истока до Кубенского гидроузла), речной подбассейн реки — Сухона. Речной бассейн реки — Северная Двина.
По данным геоинформационной системы водохозяйственного районирования территории РФ, подготовленной Федеральным агентством водных ресурсов:
- Код водного объекта в государственном водном реестре — 03020100312103000008114
- Код по гидрологической изученности (ГИ) — 103000811
- Код бассейна — 03.02.01.003
- Номер тома по ГИ — 03
- Выпуск по ГИ — 0